# János Páder
János Páder, né le 9 juin 1926, à Vecsés, en Hongrie et décédé le 4 mars 2001, à Vecsés, est un ancien entraîneur hongrois de basket-ball. 

## Palmarès
- Finaliste du championnat d'Europe 1953
- Champion d'Europe 1955